# جی کونروی
جی کونروی (انگلیسی: Jay Conroy؛ زادهٔ ۲ مارس ۱۹۸۶) بازیکن فوتبال است.
از باشگاه‌هایی که در آن بازی کرده‌است می‌توان به باشگاه فوتبال کریستال پالاس و باشگاه فوتبال نورتویچ ویکتوریا اشاره کرد.